# Moulin à huile de Wimmenau
Le moulin à huile de Wimmenau est un monument historique situé à Wimmenau, dans le département français du Bas-Rhin.

## Localisation
Ce bâtiment est situé au 31-32, rue Principale à Wimmenau.

## Historique
L'édifice fait l'objet d'une inscription au titre des monuments historiques par arrêté du 28 décembre 1984.

## Architecture
Le moulin à huile, qui a gardé son mécanisme en bois, était à traction animale. On y produisait de l'huile de colza et de noix.

## Maison de l'histoire et des traditions de la Haute-Moder
La Maison de l'histoire et des traditions de la Haute-Moder est un musée dont les locaux sont aménagés au sein d'une maison attenante au moulin et conçue dans le style de l’Oberland bernois. La maison suisse est un témoin de l’histoire mouvementée de cette région,.